# بیمارستان حضرت زینب (شیراز)
بیمارستان حضرت زینب واقع در استان فارس، شهر شیراز بیمارستانی است دانشگاهی و درمانی وابسته به دانشگاه علوم پزشکی شیراز با ۲۱۳ تخت فعال که در سال ۱۳۶۵ خورشیدی تأسیس شد.
هم‌اکنون این بیمارستان دارای بخش‌های اورژانس، جراحی عمومی، اتاق عمل، پست پارتوم، زایشگاه، لیبر، ICU بزرگسال، بخش 3 (GYN)، بخش 2(POST C/S)، بخش 4(OB,POST NVD)، اورولوژی، NICU1، NICU3، NICU2، نوزادان، زایمان، د اخلی، فتوتراپی و دیگر واحدهای پاراکلینیکی و درمانگاهی است.